# Alberto Alcibíades
Alberto Alcibíades, representação contemporânea de um retrato póstumo de corpo inteiro datado de 1557 por Andreas Riehl, o Velho
brasão
Alberto II Alcibíades de Brandemburgo-Kulmbach (em alemão: Albrecht II. Alcibiades von Brandenburg-Kulmbach) (Ansbach, 28 de março de 1522 — Pforzheim, 8 de janeiro de 1557) foi marquês de Brandemburgo-Kulmbach de 1541 a 1554. Até atingir a maioridade, seu tio Jorge, o Piedoso, governou por ele de 1527 a 1541.

## Biografia

### Origem e nome
Alberto veio da família Hohenzollern da Francônia. Recebeu o agnome Alcibíades em alusão ao estadista ateniense Alcibíades (450–404 a.C.), outros agnomes foram Bellator — o Guerreiro — e o Fora-da-lei, por ser duas vezes banido do império. Era filho do marquês Casimiro de Brandemburgo-Kulmbach e sua esposa, Susana da Baviera, que era 21 anos mais nova que ele. Casimiro deixou Alberto sob os cuidados de seu tio Jorge antes de morrer em uma campanha contra os húngaros em Buda. Sua mãe, Susana, casou-se com o conde palatino Oto Henrique. Como ela se mudou para a corte dele, Alberto foi deixado como herdeiro do margraviato e, assim, cresceu sem pais.

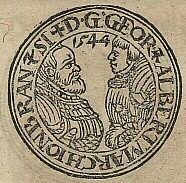
Jorge e Alberto juntos em uma moeda de 1544

As considerações sobre sua educação foram limitadas pelos recursos financeiros do margraviato altamente endividado, de modo que essa tarefa foi deixada para um tutor particular no castelo de Plassenburg. Outro tio, o duque Alberto da Prússia, também se esforçou para educá-lo. A questão da fé também desempenhou um papel importante, com Jorge se afirmando com uma educação protestante. Outras forças, incluindo Fernando I e Carlos V, gostariam de ver o futuro governante como um defensor do catolicismo. O próprio Alberto se comportava desapaixonadamente em questões religiosas, com todos os seus interesses centrados em cavalos e armas. Durante uma bebedeira em Crailsheim, por ocasião do casamento de sua irmã Maria, após a qual o mestre da corte e outros quatro foliões morreram, ele entrou em coma de quatro dias.
Aos 18 anos, Alberto tentou afirmar sua reivindicação ao poder como governante contra seu tutor Jorge. Jorge, que teve seu tão esperado filho e herdeiro, Jorge Frederico, em 1539, tentou adiar sua maioridade até os 24 anos. Mesmo assim, Alberto tornou-se o Marquês de Brandemburgo-Kulmbach em 1541. Como tal, trouxe seu médico pessoal Seyfferth para Neustadt an der Aisch em 1541, onde Alberto residiu a partir de 1547 e estabeleceu o governo das terras baixas. Já em 1540, ele fez amizade com Guilherme de Grumbach, a quem empregou por volta de 1553. Quando Jorge finalmente morreu, em 1543, Alberto teria o direito de assumir a tutela de Jorge Frederico e, portanto, o governo do Principado de Ansbach; no entanto, ele não conseguiu vencer a oposição política, principalmente dos conselheiros de Ansbach.

### Guerra de Esmalcalda e a Revolta dos Príncipes
Alberto se colocou a serviço do imperador Carlos V logo no início, dando continuando à tradição dos marqueses de apoiar os governantes dos Habsburgos como retentores. Na batalha contra a França sob o comando de Francisco I, Alberto liderou 400 homens de sua cavalaria. Lá ele se tornou amigo do duque Maurício da Saxônia.

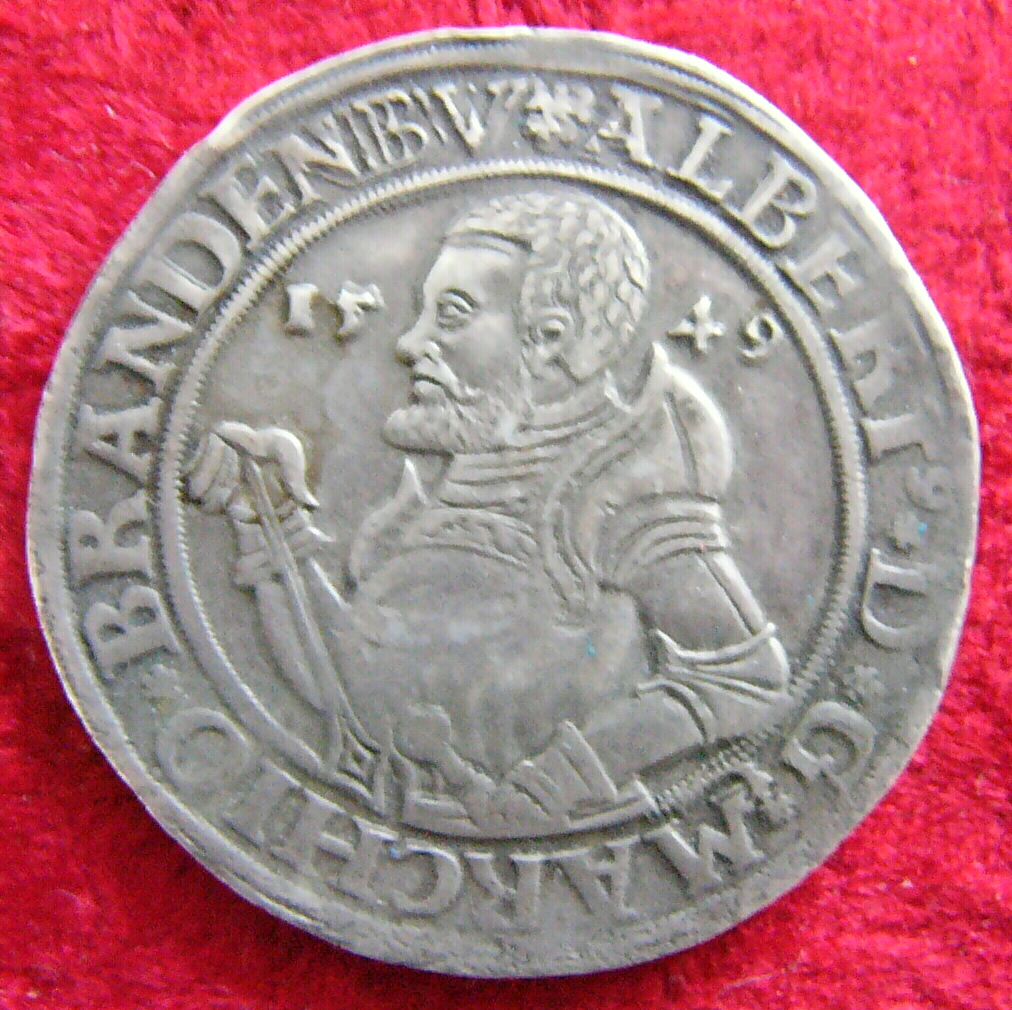
Moeda com o retrato do marquês

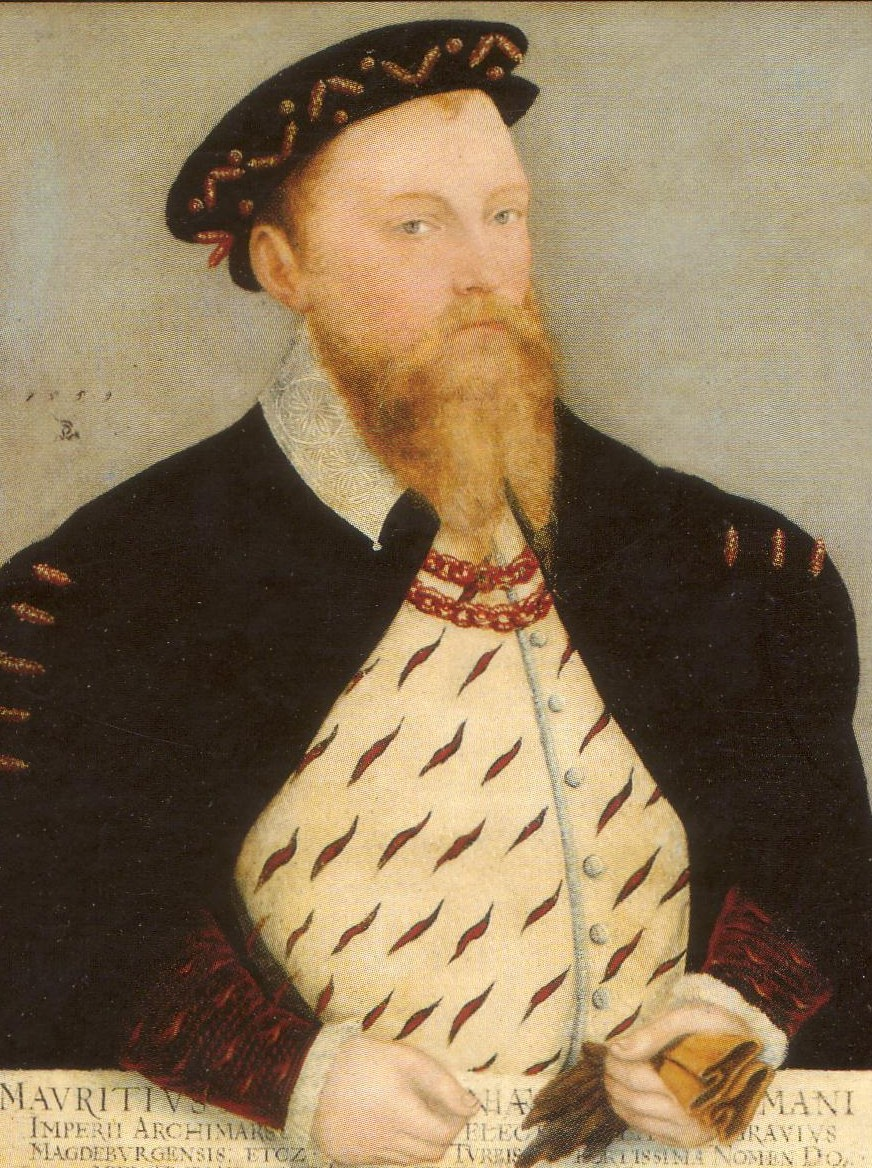
Maurício da Saxônia de uma pintura de Lucas Cranach, o Jovem

Embora fosse protestante, Alberto lutou na Guerra de Esmalcalda (1546–1547) como mercenário e líder de cavalaria ao lado do imperador católico Carlos V. Inicialmente, ele estava na comitiva do imperador em sua campanha ao longo do rio Danúbio. Com Maurício da Saxônia, ele invadiu o Eleitorado da Saxônia sob o comando de João Frederico I, mas foi logo feito prisioneiro em Rochlitz. Até o final da guerra, ele ficou prisioneiro no castelo de Leuchtenburg, e, mais recentemente, em Kahla. O exército imperial decidiu finalmente o curso da guerra na Batalha de Mühlberg. Enquanto Maurício da Saxônia foi recompensado com o título de Eleitor, Alberto ficou sem receber os pagamentos acordados pelo imperador. Foi recompensado com o cargo e o castelo de Königsberg.
Alberto então se distanciou do imperador e fez planos secretos com o Eleitor Maurício da Saxônia, o que levou à Revolta dos Príncipes (1552). Também conseguiu conquistar o rei francês Henrique II em favor de uma aliança no Tratado de Chambord. Em troca de seu apoio, foi-lhe prometida a cessão dos bispados de Toul, Metz e Verdun, na fronteira da Lorena. Alberto marchou para Augsburgo com os outros príncipes e acampou nos arredores de Ulm. A Revolta dos Príncipes foi bem sucedida e forçou Carlos V a fugir para a Itália. O protestantismo foi reconhecido na Paz de Passau de 1552. Alberto continuou suas hostilidades e procurou ampliar sua influência na Francônia lutando contra os contra os príncipes-bispos católicos. Em pouco tempo, seu exército próximo reforçou Carlos V no cerco à fortaleza de Metz, que concordou em reconhecer as concessões que Alberto havia extorquido dos bispos de Bamberg e Würzburg. No entanto, o cerco fracassou e o acordo não durou. Alberto manteve o duque de Aumale, Cláudio II da Lorena, que ele havia capturado durante o cerco, prisioneiro no Castelo de Plassenburg e o libertou após o pagamento de um resgate.

### Derrota na Segunda Guerra Margrave

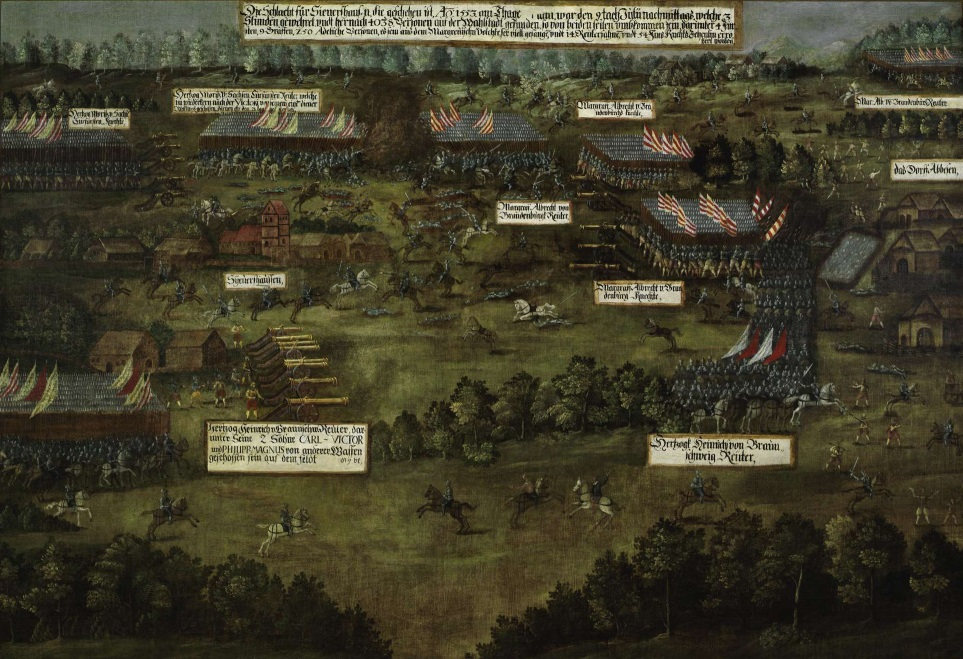
Batalha em Sievershausen

A Segunda Guerra Margrave (1552–1555) desenvolveu-se diretamente a partir da Revolta dos Príncipes. As intenções de Alberto não eram somente combater o catolicismo, o que também era lucrativo devido ao saque e à pilhagem das grandes abadias, mas também expandir sua esfera de influência na Francônia. Ele alimentava a ideia de um Ducado da Francônia sob o domínio dos Hohenzollerns.
Portanto, as hostilidades foram inicialmente direcionadas contra seus vizinhos imediatos. Ele sitiou a cidade imperial de Nuremberg e devastou o campo ao redor e apesar do cerco malsucedido, obrigou Nuremberg a fazer grandes pagamentos. Sitiou e ocupou Forchheim. Forçou também os bispados de Würzburg sob o comando de Melchior Zobel de Giebelstadt e Bamberg sob o comando de Weigand de Redwitz a fazer grandes pagamentos e obrigou-os a ceder terras consideráveis para ele. No entanto, o imperador Carlos V não reconheceu esses tratados e colocou Alberto sob proibição imperial.

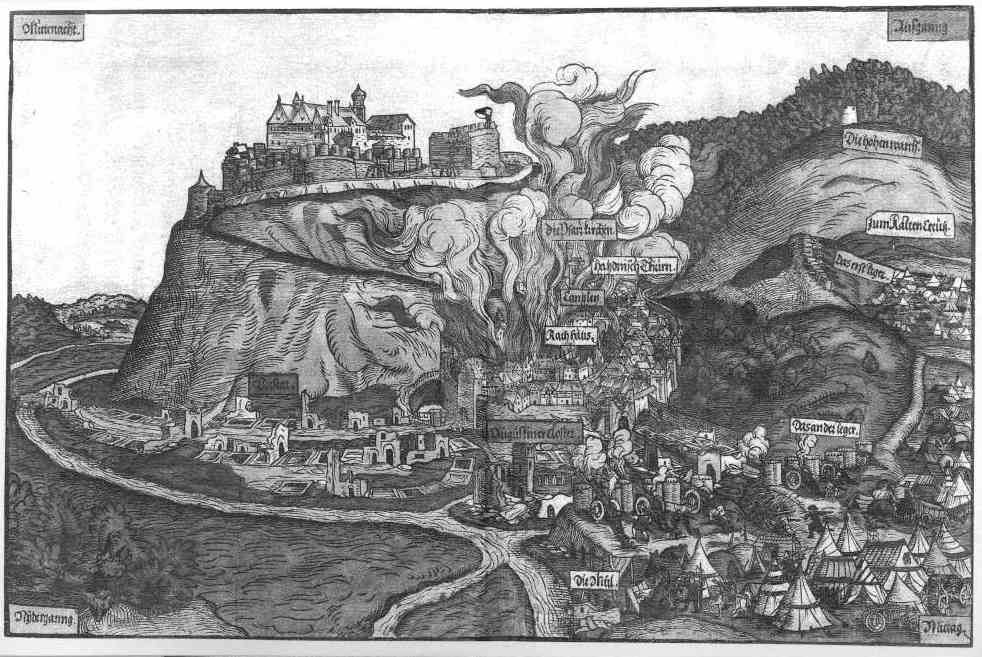
Cerco do castelo de Plassenburg, xilogravura contemporânea de Hans Glaser

Alberto também rivalizou com a cidade imperial de Schweinfurt e os arcebispos-eleitores da Renânia, Sebastian de Heusenstamm, de Mainz, e Johann V de Isenburg de Trier. Mainz, Worms, Oppenheim, Metz, Verdun, Frankfurt e Speyer foram afetadas. Ele exigiu uma promessa de 150 mil florins do bispo de Speyer, Philipp de Flersheim, e quando isso foi recusado, destruiu os castelos de Madenburg e Hambach, cujas ruínas se tornaram um símbolo da liberdade alemã em 1832. Em 1553, Alberto II Alcibíades de Brandemburgo-Kulmbach sofreu um acidente de caça perto de Bad Kreuznach, uma residência de seu cunhado, o Eleitor Frederico III, o Piedoso, do Palatinado-Simmern.
Em 1553 ele foi derrotado na Batalha de Sievershausen por uma aliança de príncipes alemães, o chamado exército federal, sob o comando de Maurício da Saxônia como comandante-chefe, onde o irmão do imperador — o rei Fernando I, também participou. Maurício morreu após a batalha em decorrência de seus ferimentos. As terras natais de Alberto na Francônia foram devastadas, Bayreuth, Hof, Neustadt an der Aisch e Kulmbach foram incendiadas em 1553. O castelo de Plassenburg, residência e fortaleza dos Hohenzollerns da Francônia, foi sitiado até junho de 1554 e destruído após a rendição.

### Exílio e morte precoce
Alberto, que estava hospedado em Schweinfurt, foi novamente proscrito. Quando ele deixou a cidade em 1554, ocorreu a última batalha de Schwarzach. Alberto, devastadoramente derrotado na abadia de Munsterschwarzach, fugiu para a França e tentou negociar, o que acabou sendo infrutífero no Reichstag em Regensburg. Ele passou os últimos anos de sua jovem vida em Pforzheim com a família de sua irmã Cunigunda, que era casada com Carlos II de Baden-Durlach. Após uma fase de transição em que sofreu sequestro de bens, o margraviato passou para o marquês de Ansbach, Jorge Frederico.